# Al-Mumtahina
Al-Mumtahina “A Examinada” (do árabe: سورة الممتحنة) é a sexagésima sura do Alcorão e tem 13 ayats.